# Xanthomyrtus compacta
Xanthomyrtus compacta är en myrtenväxtart som först beskrevs av Henry Nicholas Ridley, och fick sitt nu gällande namn av Friedrich Ludwig Diels. Xanthomyrtus compacta ingår i släktet Xanthomyrtus och familjen myrtenväxter. Inga underarter finns listade i Catalogue of Life.